# Biblioteka Kapitulna we Wrocławiu
Biblioteka Kapitulna we Wrocławiu – polska biblioteka mająca swoją siedzibę we Wrocławiu. Budynek użyteczności publicznej został wzniesiony w 1896 roku. Gmach budynku znajduje się na Ostrowie Tumskim, jest częścią Archidiecezji Wrocławskiej. 

## Historia
Początki wrocławskiej biblioteki katedralnej sięgają XIII wieku. Funkcjonowała ona wtedy nad zakrystią Katedry św. Jana Chrzciciela na Ostrowie Tumskim. W 1520 roku biblioteka zmieniała siedzibę na dom kapituły przy placu Katedralnym 17. Stanowisko dyrektora archiwum i biblioteki objął historyk ks. Joseph Jungitz, mianowany 31 lipca 1895 roku przez kardynała Georga Koppa. Nowy gmach biblioteki i archiwum diecezjalnego wzniesiono z fundacji kardynała Georga Koppa w 1896 roku. 
W 1946 roku do Wrocławia zaproszony został ks. Wincenty Urban, który objął opiekę nad archiwum archidiecezjalnym oraz biblioteką kapitulną. Jego jednym z najważniejszych zadań tamtego okresu była odbudowa dachu, która doszła do skutku w 1957 roku. Wieloletnia opieka ks. W. Urbana zaowocowała szeregiem działań konserwacyjnych oraz renowacyjnych biblioteki i archiwum. Dzięki działaniom ks. bp W. Urbana zasoby biblioteki bardzo się powiększyły, gdyż wielu księży diecezjalnych dzięki niemu zaczęło przywiązywać większą uwagę do zabytkowych książek i rękopisów, które udawało im się znaleźć na plebaniach i kościołach. Dzięki wielkiej znajomości zbioru ks. bp Urbana, mamy dzisiaj szereg artykułów księgoznawczych i nie tylko takich jak: Rola kościelnych śpiewników i modlitewników w zachowaniu polskiego języka na Śląsku, Rękopisy liturgiczne Biblioteki Kapitulnej we Wrocławiu, Rękopisy skrypturystyczne i egzegetyczne w zbiorach Biblioteki Kapitulnej we Wrocławiu. 
Wrocławska Biblioteka Kapitulna, Archiwum Archidiecezjalne i Muzeum Archidiecezjalne aktualnie użytkują budynek domu kapituły i kancelarii katedralnej przy pl. Katedralnym 16 oraz gmach biblioteki i archiwum archidiecezjalnego. Obecnie stanowisko dyrektora Archiwum Archidiecezjalnego i Biblioteki Kapitulnej pełni ks. dr Adam Dereń, a stanowisko zastępcy dyrektora ks. dr Patryk Gołubców. 